# Смертельний лабіринт
«Смертельний лабіринт» (англ. Escape Room) — американський фільм 2019 року про шістьох незнайомців, які мають пройти завдання, щоб вибратися з квест-кімнати, наповненої смертельними пастками.

## Сюжет
Шестеро гравців прибувають в будівлю, де вони беруть участь у квесті з винагородою 10 000 доларів. Зал очікування виявляється першим етапом проходження. Кожна дія учасників вмикає частини великого обігрівача, що загрожує смертельним перегріванням. Команді вдається знайти приховані кнопки, що відчиняють вихід. Але хтось мусить тримати їх натисненими, щоб вихід не зачинився. Аманду долають спогади про участь у бойових діях, де вона отримала опік. Учасники квесту здогадуються поставити на кнопки наповнені водою склянки й вибираються в дерев'яне приміщення.
Завдання у цьому приміщенні з пошуку коду до замка нагадують Бену про автомобільну аварію, у якій він вижив. Відшукавши код, група виходить до засніженого берега озера. Там загрозою стає холод і тонка крига. Також там є ополонка, звідки треба виловити вудкою ключ. Але він виявляється вморожений у крижаний куб. Йдучи по запальничку, Денні провалюється під кригу й тоне. У Джейсона виникають спогади про випадок із ним у човні. Учасникам доводиться розтопити крижаний куб теплом власних рук.
Команда піднімається ліфтом у перевернений бар, де підлога обвалюється. Зої згадує матір, яка загинула. Аманді вдається дістати ручку від дверей. Вона падає, молода жінка, розуміючи небезпеку, кидає ручку перед тим, як провалюється і гине.
У наступній кімнаті, стилізованій під операційну, гравці згадують про період лікування після фатальних випадків. За умовою через п'ять хвилин кімната наповниться смертельним газом. Під час виконання завдання Джейсон випадково вбиває Майка. Відкривши двері, Зої залишається, щоб померти.
Джейсон і Бен входять в кімнату з психоделічною тематикою, де бачать галюцинації. Бен сперечається з Джейсоном про смерть Майка та Зої. Джейсон розповідає, що він пережив свою аварію на човні, убивши свого сусіда по кімнаті. Досліджуючи приміщення, вони знаходять повідомлення про те, що їм було введено наркотичний препарат і необхідно знайти протиотруту, перш ніж вийти. Вони виявляють, що є тільки одна доза антидоту. Герої борються за неї, поки Бен не вбиває Джейсона, використовує протиотруту і виходить на кінцевий етап квесту.
Бена відправляють до ще однієї кімнати-бібліотеки, яка поступово стискається. Хоча Бен знаходить підказку для виходу, вона не діє, бо Оператор квесту хоче вбити його і зберегти таємницю смертельної гри. Проте, Бен виживає, сховавшись у каміні, а потім вибирається в ангар. Оператор квестів вітає Бена та пояснює, що за грою слідкують глядачі, роблячи ставки, і раптово починає його душити.
Зої, яка вижила за допомогою кисневої маски, рятує Бена. Бен і Зої працюють разом, щоб убити Оператора та втекти.
Зої розповідає поліції, що сталося. Але правоохоронці не знаходять жодних доказів. Зої розуміє зашифроване послання з логотипу компанії, яка організувала квест. Вона з'ясовує де відбувалася гра та вмовляє Бена разом покарати організаторів. Архітектор квесту випробовує нове завдання, призначене для Бена та Зої.

## У ролях
| Актор           | Роль           |
| --------------- | -------------- |
| Тейлор Расселл  | Зої Девіс      |
| Логан Міллер    | Бен Міллер     |
| Дебора Енн Волл | Аманда Гарпер  |
| Тайлер Лебін    | Майк Нолан     |
| Джей Елліс      | Джейсон Волкер |
| Нік Добані      | Денні          |
| Кеннет Фок      | детектив Лі    |
| Джессіка Саттон | Еллісон        |

## Створення фільму

### Виробництво
Зйомки фільму проходили в ПАР, хоча події розгортаються в Чикаго. У січні 2018 Адам Робітел заявив, що виробництво стрічки завершено й вона має вийти в прокат у вересні того ж року.

### Знімальна група
- Кінорежисер — Адам Робітел
- Сценаристи — Бреґі Ф. Шут, Марія Мельнік
- Кінопродюсери — Орі Мармур, Ніл Моріц
- Композитор — Браян Тайлер, Джон Кері
- Кінооператор — Марк Спайсер
- Кіномонтаж — Стів Мірковіч
- Художник-постановник — Едвард Томас
- Артдиректор — Марк Волкер
- Художник-декоратор — Трейсі Перкінс
- Художник-костюмер — Реза Леві
- Підбір акторів — Тамара Гантер, Кріста Шамбергер[6]

## Сприйняття
Фільм отримав посередні відгуки. Критики здебільшого хвалили оригінальні головоломки, але вказували на невелику глибину характерів персонажів. На сайті Rotten Tomatoes оцінка стрічки становить 51 % схвалення від критиків і 54 % від глядачів із середньою оцінкою 3,4/5. Фільму зарахований «гнилий помідор» від кінокритиків та «розсипаний попкорн» від глядачів, Internet Movie Database — 6,4/10, Metacritic — 49/100 від критиків і 5,5/10 від глядачів.
Пітер Бредшоу у The Guardian підсумував, що вражає побудова сюрреалістичних головоломок, кімнати з якими сполучаються неймовірним чином. Але чорний гумор, попри поокремо вдалі цитування «Пили» та «Пункту призначення», одноманітний.
Ієн Фрір у Empire похвалив оригінальні випробування для персонажів, але зазначив, що за винятком першої кімнати, вони не передбачають співпраці всіх одночасно. З плином часу сильнішає акцент на хитромудрих способах убивства гравців, тоді як самі персонажі отримують усе менше часу на розкриття своїх особистостей. «Смертельний лабіринт» — це кривавіша версія телешоу на зразок The Crystal Maze, яка розважає, але постійно втрачає трохи гостроти.
Гері Ґолдштейн у Los Angeles Times писав, що фільм містить свою частку захопливих, динамічних сцен, що випробовують кмітливість, мужність, чесність та відданість гравців. Соціальні коментарі добре вписуються в загальний жахливий хаос. На жаль, оповідь стає дедалі заплутанішою та надуманішою, і кульмінація надто млява.